# Société des caoutchoucs de Grand-Béréby
 (février 2019).
La Société des Caoutchoucs de Grand-Béréby, communément appelée SOGB ou SO.G.B, est une société anonyme (SA) de droit ivoirien crée en 1969 par l'État de Côte d'Ivoire. Elle est située entre les villes de Tabou (Côte d'Ivoire) et San-Pédro et se trouve à 14 km de la commune de Grand-Béréby. Le complexe (habitations et plantations compris) s’étend sur près de 34 000 hectares soit l’équivalent de la ville d'Abidjan. 
Le capital de la SOGB est partagé entre l'État de Côte d'Ivoire (95%) et le Groupe Michelin (5%).

## Historique

### Création de la société
Depuis l'indépendance en 1960, la Côte d’Ivoire a misé sur l'agriculture. Dans le cadre d’un programme de diversification des cultures d'exportation pour se protéger des fluctuations des cours mondiaux, le développement de l’hévéaculture a constitué un élément essentiel de sa stratégie. A cette fin, le gouvernement ivoirien a créé en 1970, et ce, en association avec la Compagnie Générale des Etablissements Michelin (CGEM), une société pour la production et la transformation du caoutchouc naturel sous les appellations de SODEHEVEA puis de SOCATCI. 
En 1979, cette société prendra le nom de SOGB.

### Privatisation
La SOGB est créée le 22 mars 1979 par les décrets 79.223 du 22/03/79 et 79.289 du 17/04/79. Elle est inscrite au registre de commerce du tribunal de Sassandra.
À la suite d’une augmentation de son capital en avril 1984 la SOGB devient propriétaire de la plantation de GRAND BEREBY et de toutes ses infrastructures. Le capital est alors partagé entre l’Etat (95 %) et Michelin (5 %).
En 1995, la SOGB dont le capital social s’élève alors à 21 milliards de FCFA, est privatisée, l'Etat n'en conservant que 15 %. 
En 2006, L’Etat se désengage entièrement en cédant ses parts. L'actionnariat de la SOGB se compose alors de Béréby Finance (77,69 %) et des actionnaires privés (22,31 %).

## Présentation de la société
Le complexe agro-industriel de la SOGB s’étend sur près de 34 000 hectares rachetés en grande partie entre les mains des autochtones Kroumens[pas clair]. Ce complexe se situe entre Tabou et San Pedro. 

### Le complexe Agro-Industriel
On y accède par l’axe Abidjan – San-Pedro – Grand-Béréby – Tabou entièrement bitumé. Le complexe est situé à environ soixante kilomètres du port autonome de San-Pedro.
Elle est implantée dans une concession de 34.712 hectares limitée au nord par le parc national de TAI, au sud par l’océan Atlantique, à l’ouest par la rivière Nidia et bénéficie de 2 000 ha d’aires protégées. La concession de la plantation est traversée par deux rivières : la Dodo et la Gnegbabo.  

### Les différentes activités

#### Culture de l'hévéa
La concession totale de la plantation agro-industrielle de la SOGB s’étend sur environ 34 712 ha dont 15 035 ha plantés en hévéa, avec un rendement moyen annuel en caoutchoucs égal à 1,59 tonne par hectare en 2012. L’activité principale de la SOGB demeure la création et la gestion de plantations hévéïcoles ainsi que la transformation et la commercialisation du caoutchouc naturel.
En plus de sa propre plantation, la SOGB encadre plus de 12 000 planteurs villageois de Grand-Béréby et de Tabou grâce aux financements accordés par les organismes internationaux de financement de projets de développement tels que le Fonds Ivoiro-Suisse pour le Développement. Les plantations s’étendent sur plusieurs kilomètres et entourent les zones d'habitation. Parmi les plantations d'hévéa, certaines sont vieilles de plus de 25 ans. Les plantations sont détruites une fois arrivées à terme et replantées dans le même espace. Ce travail est effectué chaque année sur une partie de la plantation pour lisser la production annuelle. 
Le mécanisme de la récolte à la production quotidienne se passe comme suit : la première étape consiste en la saignée de l'hévéa par le saigneur tous les deux jours. Ensuite, le ramasseur s'occupe d'extraire le caoutchouc de la parcelle saignée pour le mettre dans le point de dépôt de la parcelle. La troisième étape consiste au ramassage général par des tracteurs pour les acheminer vers le Centre de conditionnement de caoutchouc où il sera transformé en produit semi-fini. La dernière étape consiste en l'emballage et l'acheminement des stocks aux différents acheteurs nationaux et internationaux. 
La SOGB s'est lancée dans une politique d'achats de caoutchouc de particuliers et de petites coopératives dans le but d’accroire ses productions et développer la culture de l'hévéa.

#### Culture du palmier à huile
En 1998 un vaste projet de plantation de palmier à huile est mis en place pour diversifier les activités. Les bas-fonds, surfaces inadaptées à la pratique de l’hévéaculture, sont exploités pour la création de palmeraies dont la superficie totale est de 7 082 hectares, avec un rendement moyen annuel en caoutchoucs égal à 21,13 tonnes par hectare en 2012.
La SOGB investit plus de 20 milliards de francs CFA pour la création, l’entretien et l’exploitation des plantations, ainsi que pour la construction de l’huilerie en vue de la transformation de sa production de graine.
L'huilerie, qui est l'industrie de traitement des graines de palmiers à huile, s'occupe de la transformation des graines de palme en semi-fini dont la transformation finale est assurée par les entreprises acheteuses pour en faire des produits cosmétiques de tout genre (savon, pommade, etc.) mais aussi des produits alimentaires (huile de palme, beurre).